# Banca d’Italia
A Banca d’Italia Olaszország központi bankja, amelynek székhelye Rómában, a Koch-palotában található.

## Története
A többi nyugati jegybankhoz képest a Banca d’Italia története viszonylag frissebb.
Az olasz egyesítés 1861-es kihirdetése után hat regionális hitelintézet osztozott a valuta kibocsátásának, de a kereskedelmi váltók kezelésének és a diszkontálás kiváltságában is: a Banca Romana, a Banca nazionale di Torino, a Banco di Napoli, a Banco di Sicilia, a Banca nazionale Toscana és a Banca nazionale toscana di credito per le industrie e il commercio d'Italia.
A Banca nazionale di Torino neve 1867-ben Banca nazionale nel Regno d'Italia lett. 1888 és 1893 között Olaszország súlyos pénzügyi válságon ment keresztül, amikor a Banca Romana-botrány 1893 márciusában lezajlott. Ezt követően augusztus 10-én az olasz állam elfogadta a törvényt (n 449), amely engedélyezi a Banca nazionale nel Regno két kisebb regionális bankkal, a Banca nazionale toscanával és a Banca toscana di creditóval való fúzióját, így megszületett a Banca d'Italia
Ez az intézmény központosította a valutakibocsátást, és magánszabályokra épült. Csak a Banco di Napoli és a Banco di Sicilia tartotta fenn a bankjegyek olasz lírában történő kibocsátásának lehetőségét, amelyet törvény erősített meg 1910. április 28-án.
1926-ban egy új reform a Banca d’Italiát az ország központi bankjává tette, amely a bankjegyek kibocsátásának kiváltságával, emellett felügyeleti jogkörrel rendelkezett a többi bank felett. 1928-ban kormányzói posztot hoztak létre.
Az 1936. március 12-i törvény mélyrehatóan átalakította a Banca d’Italia alapszabályát; ekkor vált közjogi testületté (nem államosítás), a reform és az olasz cégek Mussolini általi megmentése keretében. Küldetése volt, hogy az olasz bankokat felügyelje és bankjegyeket bocsásson ki.
1943–44 után az Egyesült Államok ösztönzésére a Bank fokozatosan visszanyerte vegyes gazdaság státuszát, a magánbefektetők jelenléte megerősödve. A 2006-os törvény megerősíti, hogy a Banca d’Italia közjogi társaság, de nyitott a részvényesek előtt (nyrt.).
1948-ban ez lett a diszkontráta fő és referenciamutatója.

## Jelenlegi alapszabályok
Az irányítást kormányzó látja el, akinek munkáját egy 13 tagú tanács (Consiglio superiore) segíti, amelyet öt évre választanak meg, és amely kétszer újraválasztható.
A tőke különböző részvényesek között van felosztva, köztük az Intesa Sanpaolo, az Unicredit Group és a Generali között.
A bank minden nagyobb olasz városban rendelkezik fiókkal.
Az eurózóna többi bankjához hasonlóan ez is sokat veszített hatalmából a közös valuta, az euró 1999-es bevezetése és az olasz líra 2002-es megszűnése óta.

## Kormányzók
Bár a Banca d'Italiát 1893-ban alapították, azon a kormányzói tisztséget csak 1928-ban hozták létre. Korábban a jelenlegi kormányzó feladatait főigazgató látta el (a hozzárendelések változásával fennmaradt funkció).

### Főigazgatók
- 1893–1894: Giacomo Grillo
- 1894–1900: Giuseppe Marchiori
- 1900–1928: Bonaldo Stringher

### Kormányzók
- 1928–1930: Bonaldo Stringher
- 1931–1944: Vincenzo Azzolini
- 1945–1948: Luigi Einaudi (1945. január 5. – 1948. május 11.)
- 1948–1960: Donato Menichella
- 1960–1975: Guido Carli
- 1975–1979: Paolo Baffi
- 1979–1993: Carlo Azeglio Ciampi
- 1993–2005: Antonio Fazio
- 2006–2011: Mario Draghi
- 2011– : Ignazio Visco

A 2005. december 28-i megtakarítási törvény kihirdetéséig a kormányzót életre szólóan, elmozdíthatatlanul nevezték ki. Az Antonio Fazio kormányzót érintő Banca Popolare Italiana-botrányt követően Silvio Berlusconi kormánya két jelentős reformot vezetett be:
- hivatali időtartama hat évre korlátozódik
- a kormányzót az olasz parlament vád alá helyezheti

A megtakarításokról szóló törvény értelmében hat évre kinevezett Mario Draghi a Központi Bank kilencedik elnöke volt. Őt nevezték ki az Európai Központi Bank elnökévé 2011. november 1-jén, helyére pedig Ignazio Visco került.

## Pénzintézet
A római via Nationalén található Koch-palota, a bank jelenlegi székhelye 1888 óta. 1926 után és az 1990-es évekig az olasz bankjegyek nyomdája volt. Jelenleg valutamúzeum működik benne.
Példák az intézmény által nyomtatott bankjegyekre:
- 10 000 lírás Michelangelo-bankjegy
- 50 000 lírás Leonardo-bankjegy
- 100 000 lírás Manzoni-bankjegy
- 500 000 lírás Raffaello-bankjegy

## Bankjegyek

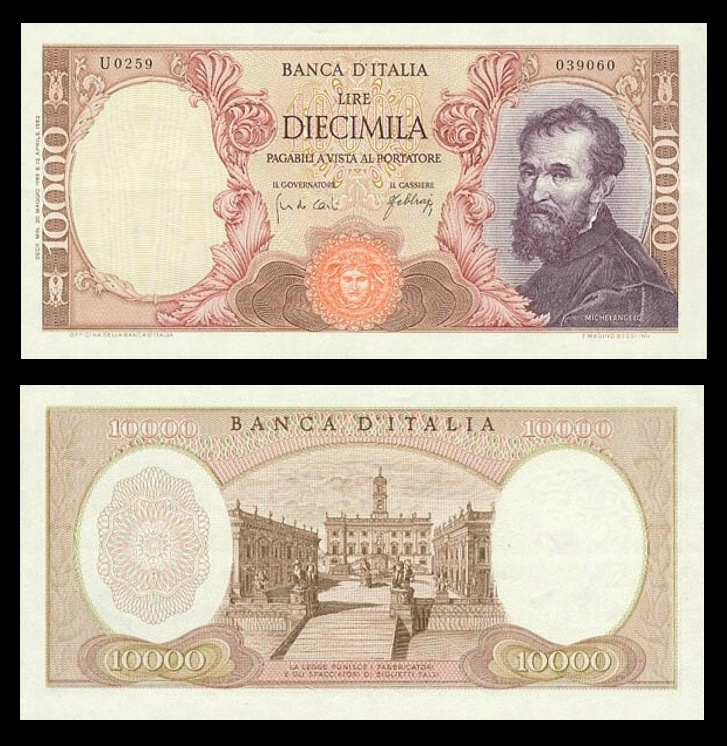
Olasz 1962-es szériájú 10 000 lírás bankjegy Michelangelo Buonarroti portréjával
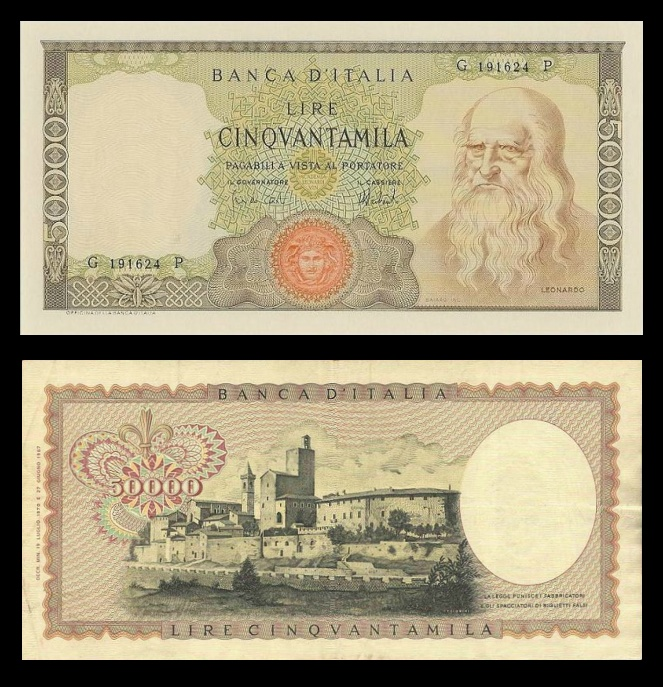
Olasz 1967-es sorozatú 50 000 lírás bankjegy Leonardo da Vinci portréjával
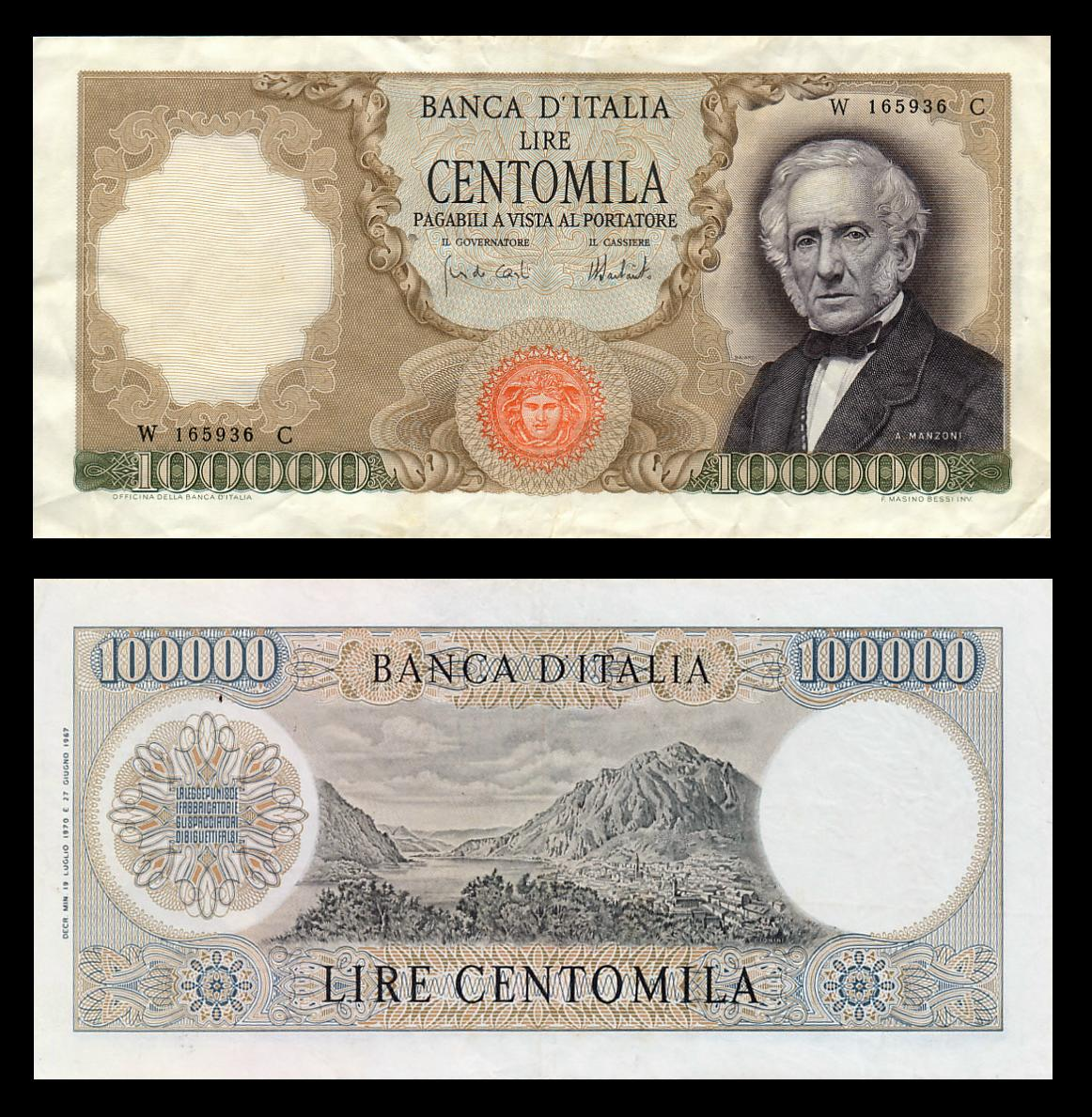
Olasz 1967-es szériájú 100 000 lírás bankjegy Alessandro Manzoni portréjával
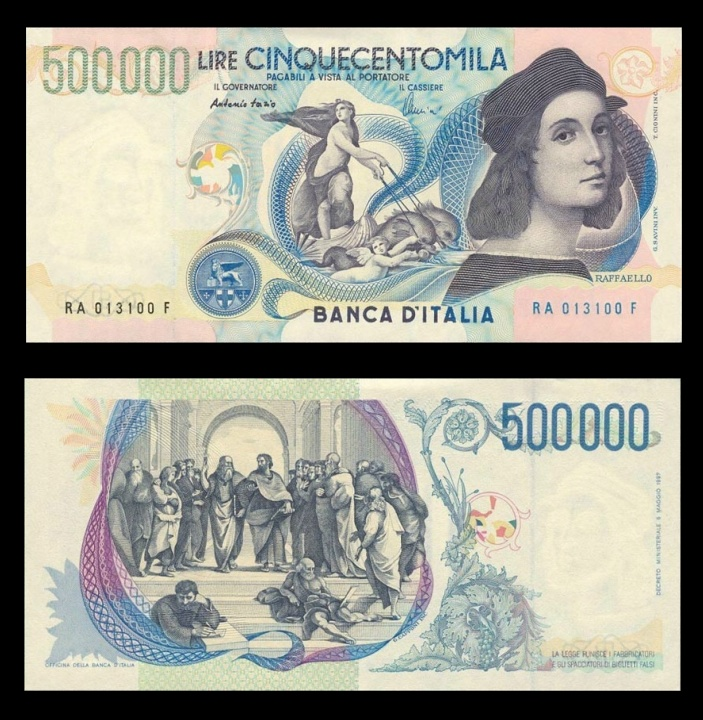
Olasz 1997-es sorozatú (az egyetlen, amelyben ez a címlet megjelent) 500 000 lírás, előoldalán Raffaello Sanzio: Galatea diadala, hátoldalán az Athéni iskola című festménye

## Fordítás
- Ez a szócikk részben vagy egészben  a   Banque d′Italie című francia Wikipédia-szócikk ezen változatának fordításán alapul.  Az eredeti cikk szerkesztőit annak laptörténete sorolja fel. Ez a jelzés csupán a megfogalmazás eredetét és a szerzői jogokat jelzi, nem szolgál a cikkben szereplő információk forrásmegjelöléseként.